# Dendroligotrichum squamosum
Dendroligotrichum squamosum är en bladmossart som beskrevs av Jules Cardot 1908. Dendroligotrichum squamosum ingår i släktet Dendroligotrichum och familjen Polytrichaceae. Inga underarter finns listade i Catalogue of Life.